# Actinote cleasa
Actinote cleasa är en fjärilsart som beskrevs av William Chapman Hewitson 1868. Actinote cleasa ingår i släktet Actinote och familjen praktfjärilar. Inga underarter finns listade i Catalogue of Life.